# Niedersondern
Niedersondern ist eine Hofschaft im Wuppertaler Wohnquartier Herbringhausen im Stadtbezirk Langerfeld-Beyenburg.

## Geografie
Die Hofschaft liegt auf 286 m ü. NHN auf einem Höhenrücken zwischen dem Herbringhauser Bach und dem Hengstener Bach nördlich von Spieckern und südlich der Beyenburger Ortslagen Sondern und Siegelberg. Die Landesstraße 411 liegt zwischen Niedersondern und dem benachbarten Obersondern.

## Geschichte
Im Mittelalter gehörte Niedersondern neben 15 weiteren Höfen zur Honschaft Walbrecken im Kirchspiel Lüttringhausen des Amtes Beyenburg. 1547 ist in einer Liste der Hand- und Spanndienste eine Wohnstätte belegt. 1715 wird die Hofschaft auf der Topographia Ducatus Montani als n-Sondern bezeichnet.
Namensgebend für die Hofschaft ist das Waldgebiet Sondernbusch, ein herzoglicher Kameralwald, der im Gegensatz zum bäuerlichen Markwald mit besonderen herrschaftlichen Rechten versehen war. Die heutige Landesstraße 411 war im Mittelalter ein Teil des Heerwegs Köln–Dortmund und so befand sich nördlich der Hofschaft ein Schlagbaum in der Elberfelder Linie der Bergischen Landwehr.
1832 war Niedersondern weiterhin Teil der Honschaft Walbrecken, die nun der Bürgermeisterei Lüttringhausen angehörte. Der laut der Statistik und Topographie des Regierungsbezirks Düsseldorf als Weiler bezeichnete Ort besaß zu dieser Zeit sechs Wohnhäuser und vier landwirtschaftliche Gebäude. Zu dieser Zeit lebten 33 Einwohner im Ort, neun katholischen und 24 evangelischen Glaubens. Im Gemeindelexikon für die Provinz Rheinland von 1888 werden fünf Wohnhäuser mit 55 Einwohnern angegeben.

## Wanderwege
Von der Bushaltestelle Windfoche (L 411) kommend führen die Rundwanderwege A3 und A5 zunächst gemeinsam durch die Hofschaft ins Naturschutzgebiet Hengstener Bachtal und weiter in Richtung Spiekern, entweder mit dem A3 über Walbrecken  oder mit dem A5 über Kotthausen vorbei an der Herbringhauser Talsperre und dann zurück zur Windfoche.

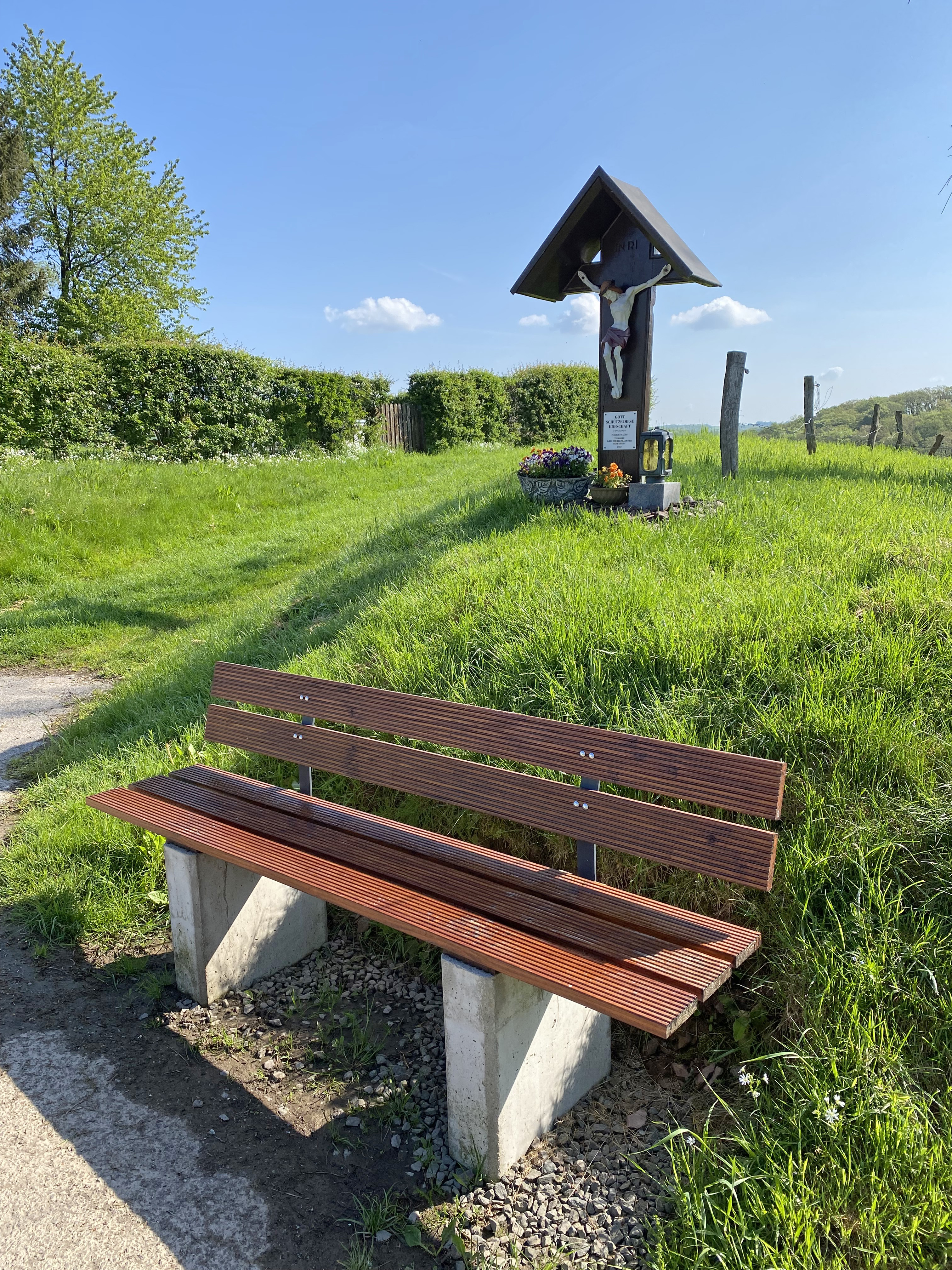
Wanderweg zur Windfoche
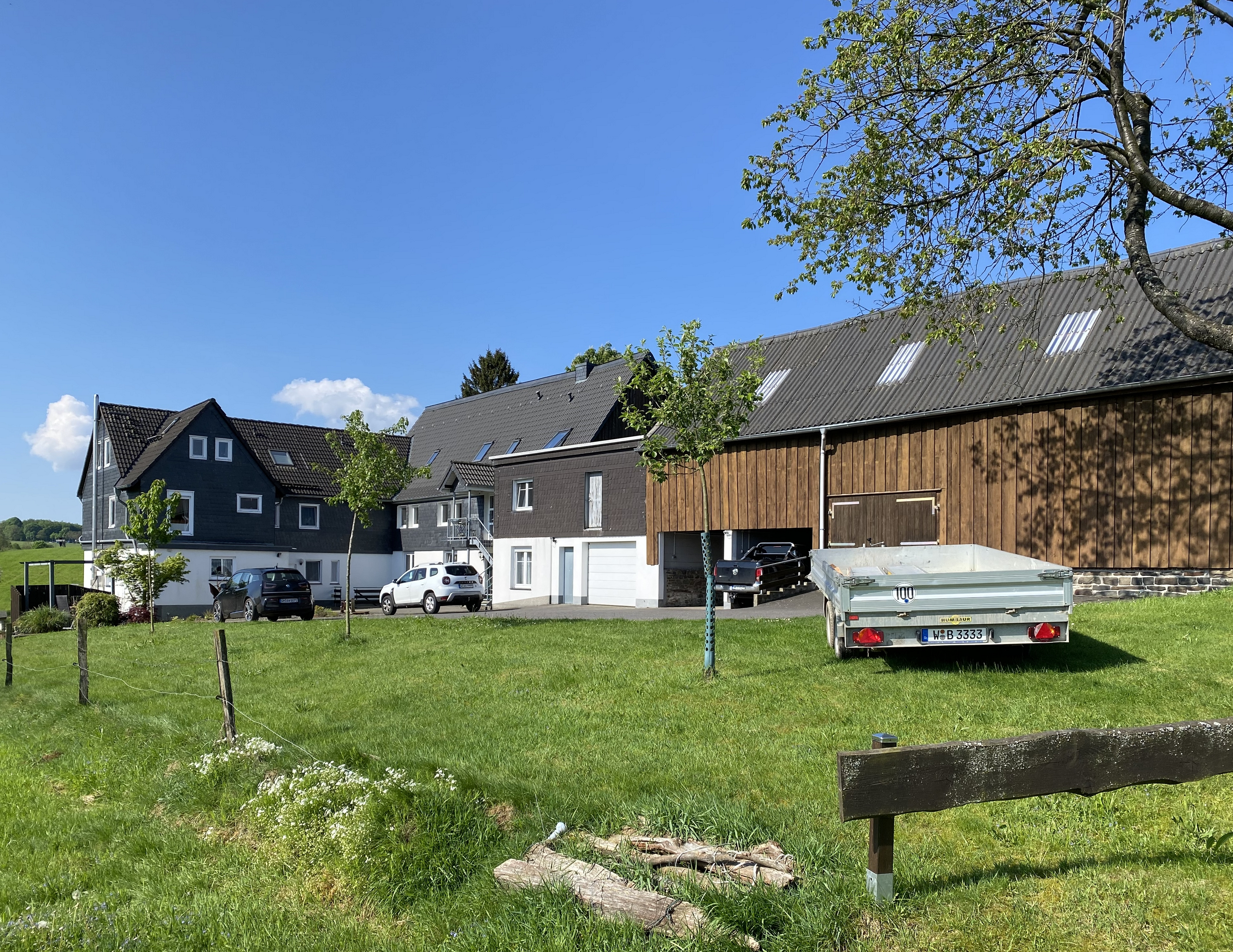
Niedersondern
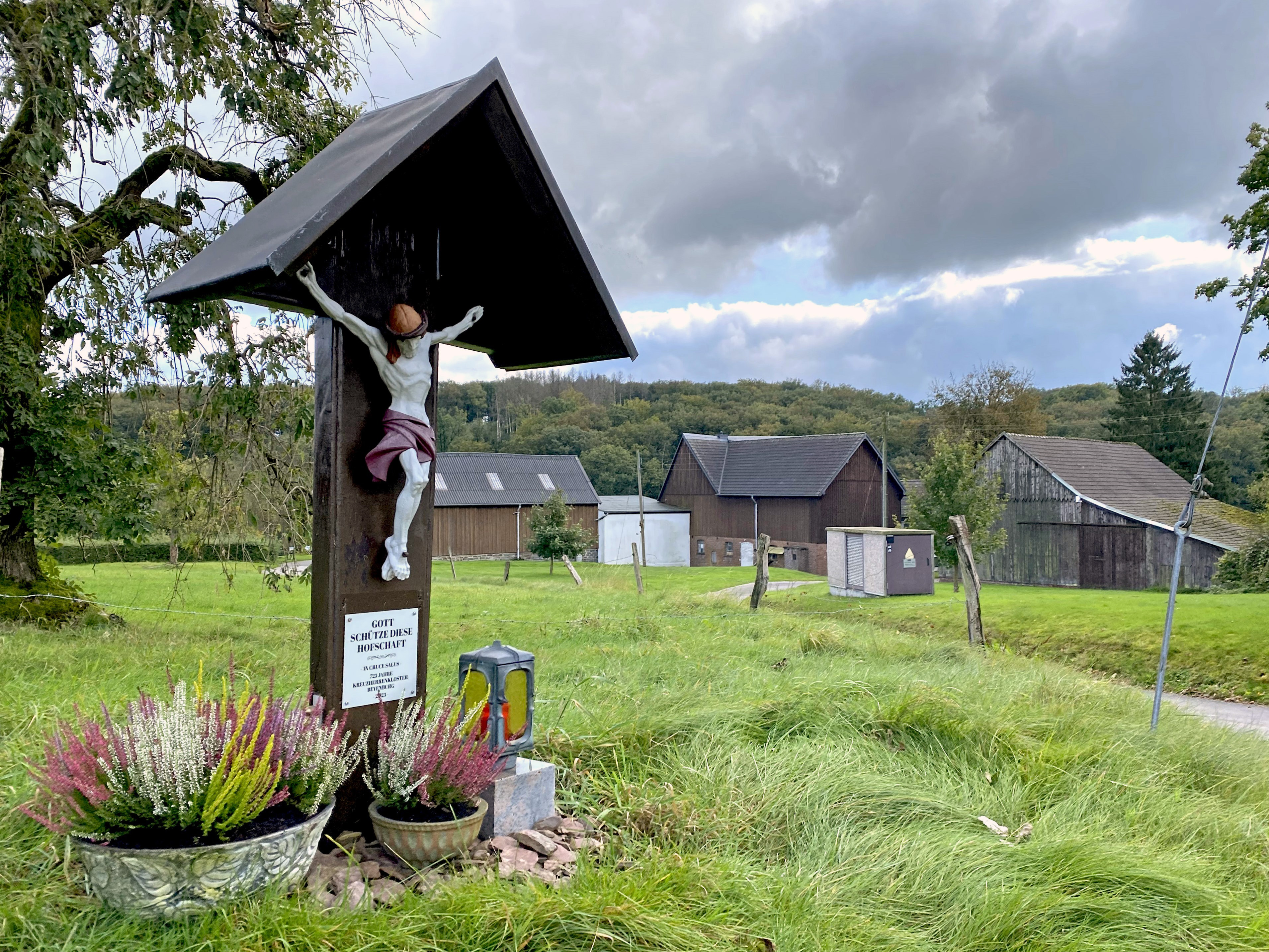
Hofkreuz in Niedersondern
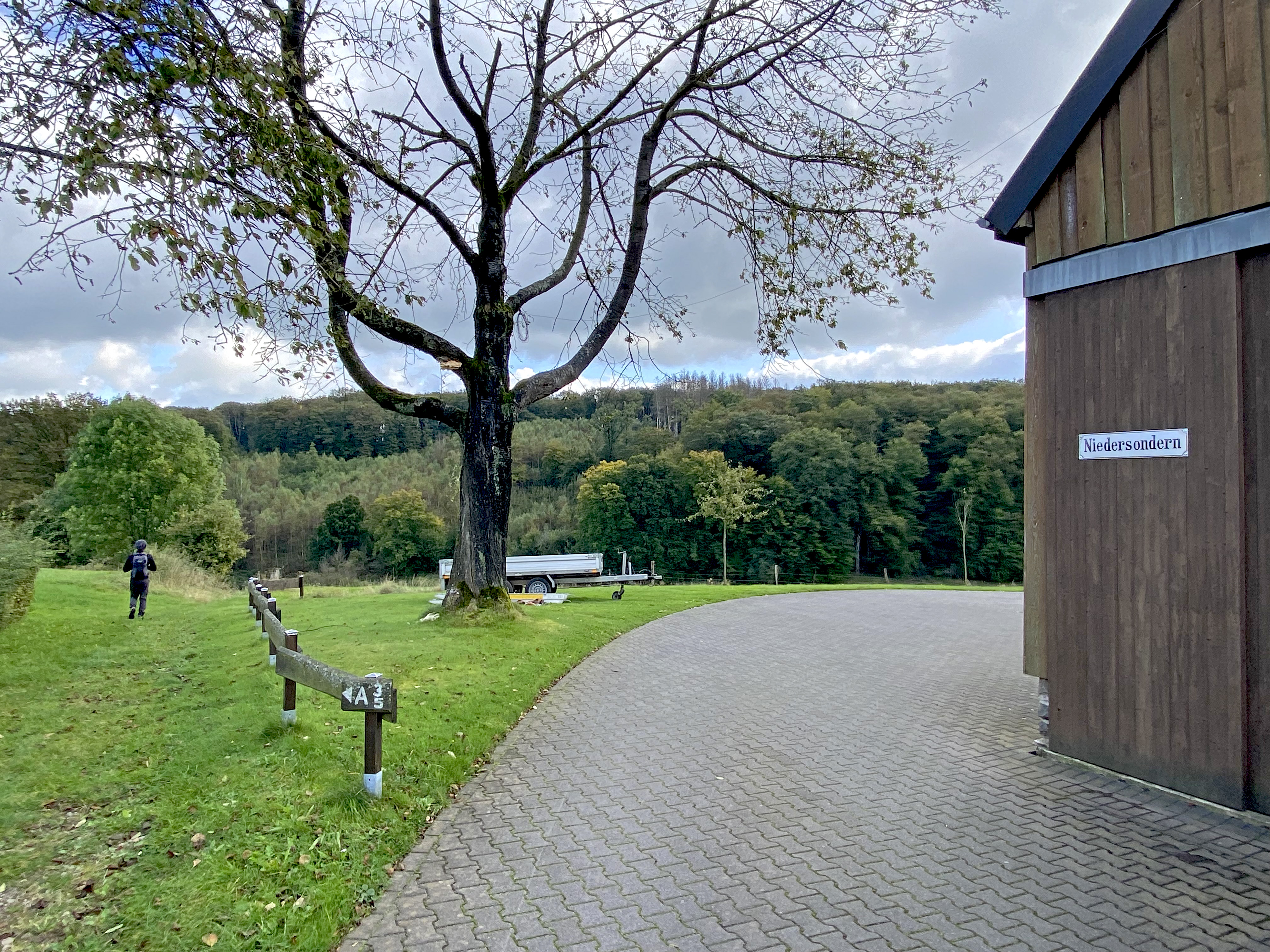
Wanderwege A3/A5 ins NSG
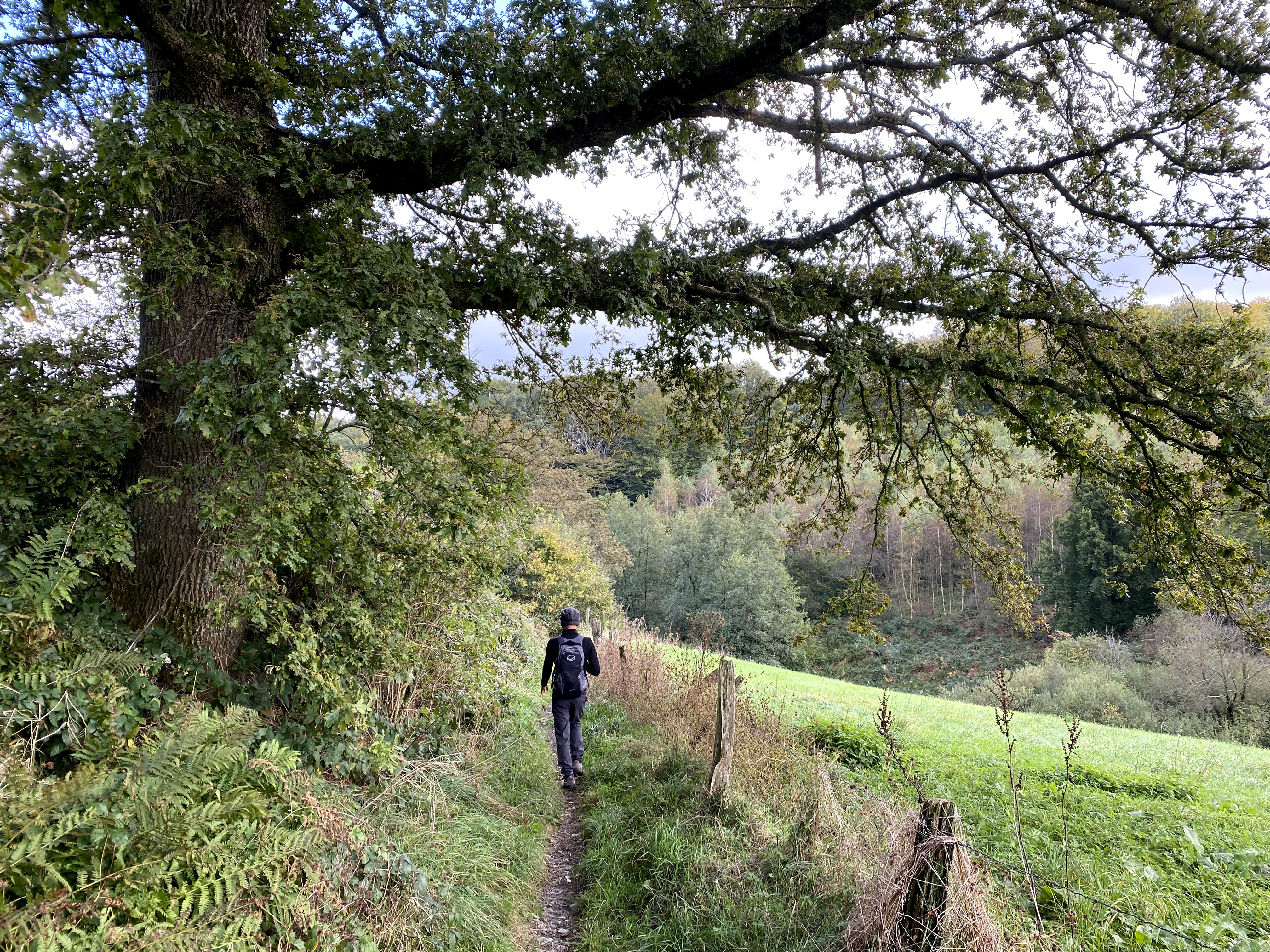
Wanderweg ins NSG Hengstener Bachtal
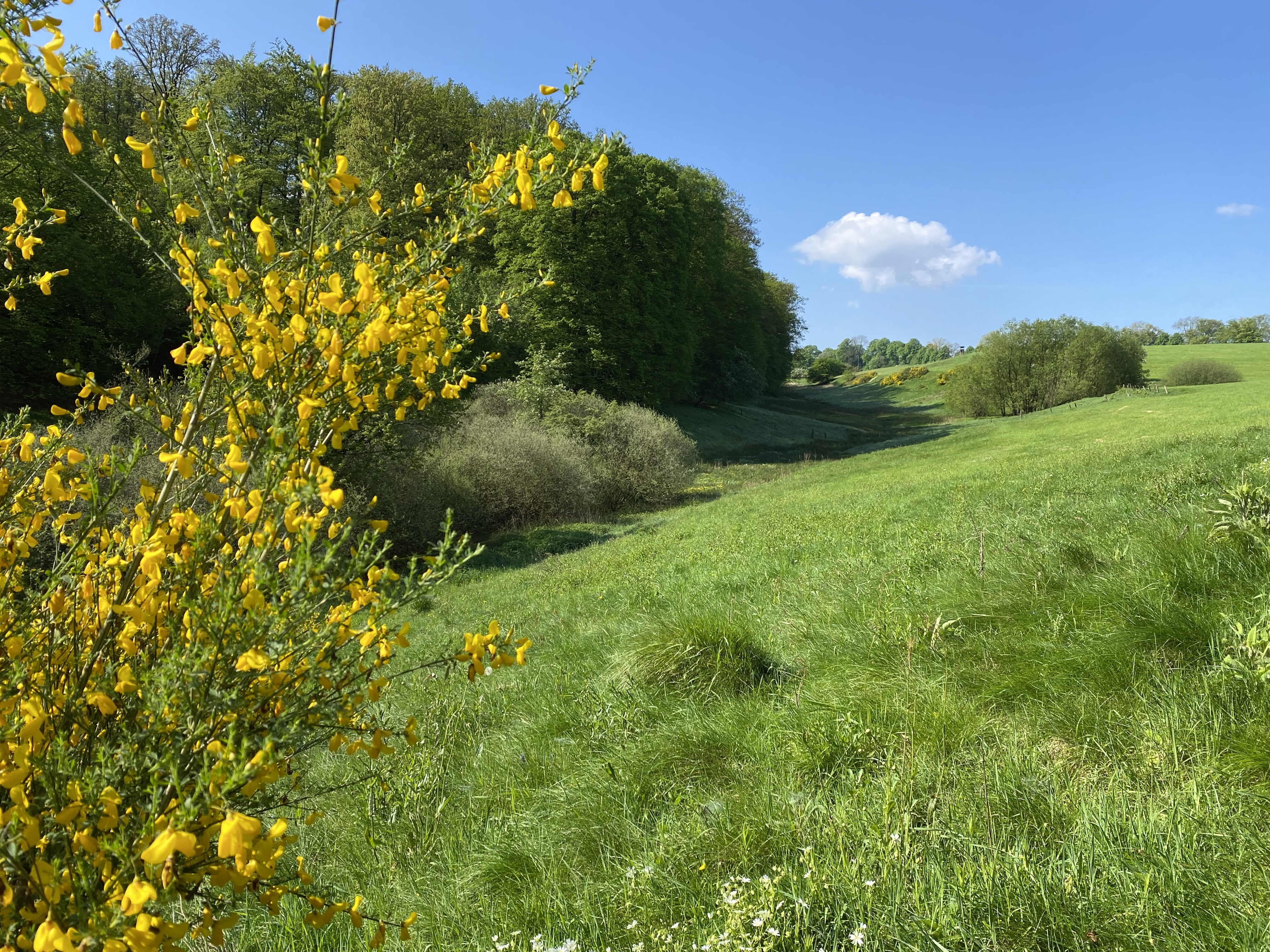
NSG Hengstener Bachtal